# Presses de l'Université d'Ottawa
Les Presses de l'Université d'Ottawa (en anglais : University of Ottawa Press ou UOP) sont une presse universitaire canadienne bilingue qui a son siège à Ottawa.